# Luis Rey

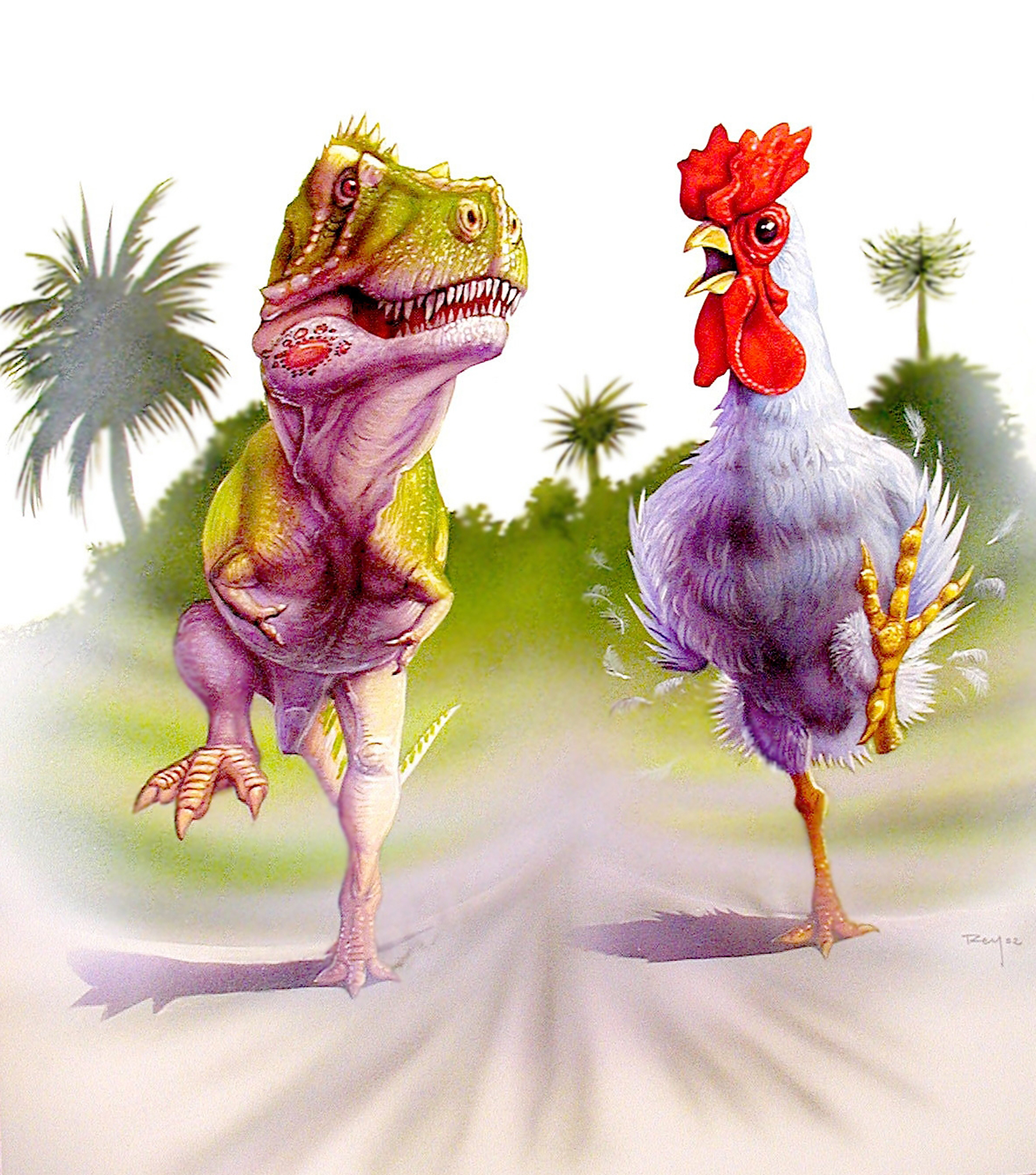
Tyrannosaurus rex trottet neben einem Hahn in T.-rex-Größe entlang. Illustration von Luis Rey (2010)

Luis V. Rey (* 1955) ist ein spanisch-mexikanischer Künstler und Illustrator, der vor allem für seine innovative Arbeit auf dem Gebiet der Dinosaurier-Paläokunst bekannt ist.

## Leben
Rey war 1977 Absolvent der Academia de San Carlos der Nationalen Autonomen Universität von Mexiko. Später gehörte er zu den Mitarbeitern der satirischen Wochenzeitschrift El Papus aus Barcelona. In Zusammenarbeit mit Robert T. Bakker förderte er das Bewusstsein für die Nachweise von Gefiederten Dinosauriern. Rey ist ein aktives Mitglied der Society of Vertebrate Paleontology in den Vereinigten Staaten seit 1997 und der Dinosaur Society im Vereinigten Königreich. Er war der Hauptillustrator des Werks Dinosaurs (2007) von Thomas R. Holtz Jr. und gewann 2008 den Lanzendorf-National Geographic PaleoArt Prize der Society of Vertebrate Paleontology in der Kategorie Zweidimensionale Kunst.
Rey ist ein Experte für Led-Zeppelin-Bootleg-Aufnahmen und hat die Liner Notes für das Led-Zeppelin-Live-Album BBC Sessions beigesteuert.